# Каро, Ники
Ни́ки Ка́ро (англ. Niki Caro; род. 1967[…], Веллингтон) — новозеландский кинорежиссёр, сценаристка и продюсер, обладательница многочисленных кинематографических премий.

## Биография
Ники Каро родилась в 1967 году в Веллингтоне, Новая Зеландия. Окончила Школу Искусств при Университете Окленда со степенью бакалавра, а в Технологическом университете Суинберна в Мельбурне получила степень магистра.
Впервые Каро проявила себя как режиссёр, снимая небольшие рекламные проекты. В 1994 году Ники выпустила свой первый фильм — короткометражную ленту «Конечно, поднимайтесь» (Sure to Rise). В нём она выступила не только как постановщик, но и как сценарист. Эта работа была номинирована на «Золотую пальмовую ветвь» Каннского кинофестиваля.
Первым полнометражным фильмом Ники Каро стала мелодрама «Память и желание» (англ. Memory & Desire) вышедший в 1997 году. Этот фильм был номинирован на приз Стокгольмского кинофестиваля, а в Новой Зеландии, Ники Каро стала лауреатом «Film and TV Awards». В последующие пять лет Каро стала автором ещё двух проектов — фильма ужасов «Темные истории: Сказки из могилы» («Dark Stories: Tales from Beyond the Grave»), а также телесериала «Mercy Peak», шедшего на новозеландском телевидении три сезона.
Мировую известность Ники Каро в 2002 году принесла драма «Оседлавший кита». Оригинальный и трогательный фильм о народе маори, теряющим свою самобытную культуру в современном мире, оказался чрезвычайно зрелищным. Ники Каро получила призы нескольких кинофестивалей, включая «Сандэнс» и фестиваль в Торонто.
Следующий фильм, драму «Северная страна» Каро сняла в 2005 году. Успеха предыдущего фильма картина не повторила. В 2009 году вышла драма «Удача винодела».

## Фильмография

### Режиссёр
- 1994  — Уверенное восхождение / Sure to Rise
- 1997 — Память и желание / Memory & Desire
- 2002 — Оседлавший кита / Whale Rider
- 2005 — Северная страна / North Country
- 2009 — Удача винодела / The Vintner’s Luck
- 2015 — Тренер / McFarland
- 2017 — Жена смотрителя зоопарка / The Zookeeper's Wife
- 2020 — Мулан[уточнить] / Mulan
- 2023 — Мать / The Mother

### Сценарист
- 1994 Sure to Rise
- 1997 Memory & Desire
- 2001 Dark Stories: Tales from Beyond the Grave (видео)
- 2001—2003 Mercy Peak (сериал)
- 2002 Оседлавший кита / Whale Rider
- 2009 Удача винодела / The Vintner’s Luck

### Продюсер
- 2009 Удача винодела / The Vintner’s Luck

## Награды и номинации
- 1994 год — Каннский кинофестиваль. Номинация на «Золотую пальмовую ветвь» за лучший короткометражный фильм («Sure to Rise»)
- 2003 год — Санденс. Приз зрительских симпатий — Программа «Мировое кино» («Оседлавший кита»)